# Skenea peterseni
Skenea peterseni là một loài ốc biển, là động vật thân mềm chân bụng sống ở biển thuộc họ Skeneidae.